# Wartjenstedt
Wartjenstedt ist ein Dorf in der niedersächsischen Gemeinde Baddeckenstedt im Landkreis Wolfenbüttel.

## Geografie
Wartjenstedt liegt im Innerstebergland zwischen Hildesheim und Salzgitter. Die umliegende Landschaft ist von zahlreichen, weitläufigen Hügeln geprägt, dazu zählen der Hainberg im Süden, der Sauberge im Ost-Südosten, das Vorholz im Nordwesten und der Salzgitter-Höhenzug im unmittelbaren Osten, an dessen westlichem Fuß (genannt Bockern) das Dorf liegt.
Nur wenige Meter südlich der Ortschaft fließt die Innerste, welche an der Bindermühle in zwei Ströme geteilt wird. Auf der daraus entstandenen Insel ist ein ehemaliger Ponyhof angesiedelt.

## Geschichte
Wartjenstedt wurde erstmals 1153 urkundlich erwähnt. Die damalige Schreibweise „Wartekenstede“ lässt aber vermuten, dass der Ort wesentlich älter ist. Vermutlich sind die ersten Siedlungen im sechsten Jahrhundert entstanden, als die Einwanderung der Sachsen von Norden her erfolgte. Diese haben sich dann mit Cheruskerresten vermischt. Um 1220 wurde der Ort Wartekenstide und um 1280 Wartekenstede genannt.
Möglicherweise bedeutet Wartjenstedt „Wahrzeichenstätte“. Der Name steht wohl mit dem althochdeutschen Begriff „Warta“ in Verbindung, welcher so viel heißt wie „spähen“ oder „Ausschau halten“. Denn früher stand in der Nähe des Ortes ein Zeichen, das Kaufleute auf eine Furt in der Innerste aufmerksam machen sollte. Zu der Namensbildung gibt es aber noch folgende Sage. Durchziehende Kaufleute wurden an der oben genannten Furt häufig von den Wohldenberger Raubrittern überfallen. Die Kaufleute haben sich also mit den Worten „Waret je de Stäe“ gegenseitig vor der Gefahr gewarnt. So wurde der Ort nahe der Furt im Laufe der Zeit nur noch mit diesen Worten beschrieben.
Die reichsfreien Edelherren von Meinersen waren in Wartekenstide begütert. Laut ihrem Lehnsregister gaben sie um 1220 eine Hufe als Lehen an Konrad von Linde und um 1280 zwei Hufen an Brant von Linde. 1324 schenkten die Edelherren einen Hof zwischen der Kirche und dem Friedhof dem Kloster Georgenberg in Goslar.

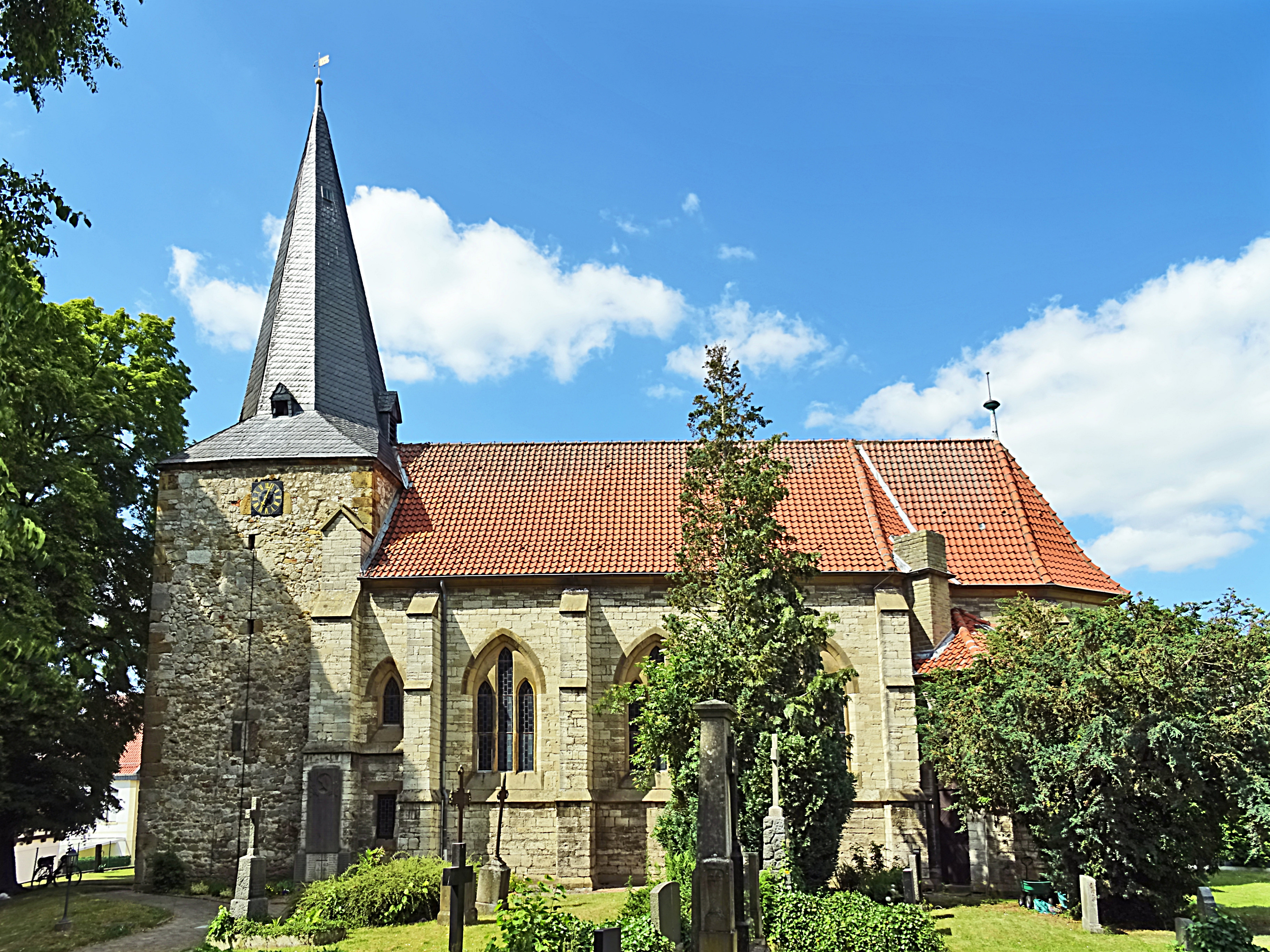
Kirche

Bis 1275 gehörte Wartjenstedt zur Grafschaft Wohldenberg, bis diese vom Bischof von Hildesheim erworben wurde. 1313 wurde das Amt Wohldenberg-Liebenburg gegründet. Liebenburg wurde jedoch bald selbstständig, sodass Wartjenstedt bis zu dessen Auflösung und Eingliederung in das Amt Bockenem im Jahr 1859 zum Amt Wohldenberg gehörte. Diese Einordnung wurde nur zur Zeit des Königreichs Westphalen (1807–1813) unterbrochen, als Wartjenstedt dem Kanton Nettlingen unterstellt war. 1885 wurden die Ämter Bockenem und Marienburg zum Landkreis Marienburg zusammengelegt. Im Rahmen der „Verordnung über Gebietsbereinigung im Raume der Reichswerke Hermann Göring Salzgitter“ wurden 1941 Wartjenstedt und weitere umliegende Ortschaften an den Landkreis Wolfenbüttel abgetreten, zu dem sie bis heute gehören.
In den letzten Jahren des Zweiten Weltkriegs kamen viele Flüchtlinge aus den umliegenden, bombardierten Städten nach Wartjenstedt, wenig später auch Vertriebene aus den ehemaligen deutschen Ostgebieten. 1933 lebten ca. 240 Menschen im Ort, die sich auf 49 Häuser verteilten. Kurz nach Kriegsende erreichte die Zahl der Einwohner mit 780 einen Höchststand. Durch diese Entwicklung ist der Ort in den folgenden Jahren stark gewachsen. Der alte Dorfkern wurde 1952 durch mehrere Häuser im Mühlenweg erweitert, ab 1953 begannen die Arbeiten im neu angelegten Siedlerweg (genannt „Siedlung“). Des Weiteren wurde 1967 das Neubaugebiet „Am Kleiberg“ erschlossen, 2001 wurde dieses um 20 Bauplätze erweitert („Am Holzberg“). Wartjenstedt ist also seit den 1950er Jahren stetig gewachsen. Heute gibt es hier über 120 Häuser und ca. 400 Einwohner.

## Wirtschaft und Infrastruktur

### Unternehmen
Das Dorf ist noch landwirtschaftlich geprägt. Es gibt vier Betriebe, von denen drei Landwirtschaft als Haupterwerb betreiben. Durch die Flurbereinigung im Zuge des gleichzeitigen Baus von A39 und der Ortsumgehung der B6 ab 1960 verfügt die Wartjenstedter Feldmark über vergleichsweise große Schläge. Neben den landwirtschaftlichen Betrieben gibt es noch eine Schaf-Farm und eine Alpaca-Zucht.
Seit den 1950er Jahren wurde um Wartjenstedt herum Kies abgebaut. Zunächst östlich, diese Abbaugebiete wurden größtenteils verfüllt und wieder urbar gemacht, teilweise aber sich selbst überlassen. Südlich, zwischen der Innerste und dem Dorf, sind zwei Kiesseen entstanden.
Auffällig ist die große Industriehalle am östlichen Dorfende direkt an der B6. Hier ist ein Elektro- und Sanitärunternehmen ansässig. Die Halle bietet auch weiteren Firmen ihren Sitz, unter anderen dem Maschinenring Ambergau-Börde-Vorharz.

### Vereine
Das Dorfleben wird durch zahlreiche Vereine geprägt. 1896 wurde die Freiwillige Feuerwehr von 26 Männern gegründet. Zuvor gab es bereits eine Pflichtfeuerwehr. Heute verfügt sie über ein Feuerwehrhaus, ein Mittleres Löschfahrzeug (MLF) und ein Mannschaftstransportfahrzeug (MTF).
Seit 1865 gibt es einen Chor. Damals noch eine reine Männergesangsgruppe, wurde zum hundertjährigen Jubiläum die Frauengesangsgruppe integriert und der „Gemischte Chor Eintracht“ gegründet. Regelmäßig werden Feste veranstaltet, so wie z. B. das Glühweinfest, das jedes Jahr im November stattfindet.
1946 wurde der Sportverein „WBR Wartjenstedt e. V.“ gegründet, der bald mehr als 100 Mitglieder hatte. Das Angebot beschränkte sich zunächst nur auf Fußball. Mit der Fertigstellung der Gymnastikhalle 1987 erlebte der Verein einen Aufschwung. Die Mitgliederzahl verdoppelte sich fast auf über 200. Seitdem wurden Damengymnastik und Kinderturnen angeboten. Es kamen noch Tischtennis, Herrengymnastik und Judo dazu.
Wartjenstedt hat einen Karnevals-Verein. Der WCC wurde 1983 von 16 Männern gegründet, nachdem der Brauch, sich am Rosenmontag zu verkleiden, fast verloren gegangen ist. Der Verein, der über 100 Mitglieder führt, organisiert jährlich einen Kostümball und den Kinderkarneval.

### Verkehr
Wartjenstedt ist an den Nah- und Fernverkehr angebunden. Die Bundesautobahn 7 (A7) ist drei Kilometer vom Dorf entfernt, über die Hildesheim und Hannover erreichbar sind. Außerdem wird der Ort direkt von der Bundesautobahn 39 tangiert, die wenige Kilometer südlich in die A7 mündet. In nordöstlicher Richtung führt sie nach Salzgitter, Braunschweig und Wolfsburg.
Zwischen dem südlichen Dorfrand und der Innerste verläuft die Ortsumgehung der Bundesstraße 6, über die in westlicher Richtung Hildesheim und in östlicher Richtung Salzgitter und Goslar zu erreichen sind.
Die nächstgelegenen Bahnhöfe befinden sich in Baddeckenstedt und in Holle an der Bahnstrecke Hildesheim–Goslar.

## Persönlichkeiten
- Wilhelm Feldmann (1853–1905), Ingenieur
- Heinrich Feldmann (1847–1928), Landwirt, Mitglied des Reichstags
- Heike Ullrich (1970), Diplom-Sportökonomin, DFB-Generalsekretärin[4]